# Ligne de Longuyon à Mont-Saint-Martin (vers Athus)
La Ligne de Longuyon à Mont-Saint-Martin (vers Athus) est une ligne ferroviaire française qui relie la ville de Longuyon dans le département de Meurthe-et-Moselle au bassin industriel de Longwy. Prolongée vers Athus en Belgique d'une part et vers Rodange au Luxembourg d'autre part, c'est une ligne internationale qui a été longtemps parcourue par les trains Paris-Est - Luxembourg (via Reims et Sedan).
Elle constitue la ligne 202 000 du réseau ferré national.

## Histoire

### Chronologie
- 10 juin 1857, concession à la Compagnie des Ardennes[2],
- 20 septembre 1860, convention entre la Belgique et la France[2],
- 12 février 1863, ouverture de l'exploitation de Longwy à Athus[2],
- 3 septembre 1863, mise en service de Longuyon à Longwy[2].

### Origine
La Compagnie du chemin de fer des Ardennes et de l'Oise présente le 6 février 1857 une soumission pour obtenir la concession de plusieurs chemins de fer dont l'un « de Sedan à la ligne de Metz à Thionville, avec embranchement sur la frontière belge par Longwy ». Elle signe le 10 juin 1857 une convention avec le ministre de l'agriculture, du commerce et des travaux publics pour une concession, sans subvention ni garantie d'intérêt, pour entre autres un chemin de fer « de Sedan à un point à déterminer de la ligne de Metz à Thionville, avec embranchement sur la frontière belge, dans la direction d'Arlon, ledit embranchement passant par ou près Longwy ». Il est également prévu que la compagnie s'engage à exécuter cet embranchement dans les six années suivant la ratification de la convention à passer avec le gouvernement belge. Cette convention est approuvée par le décret impérial du 29 juillet 1857.

### Discussions et convention internationale
Les discussions sur le tracé de la ligne et l'emplacement de la gare de Longwy traînent en longueur, notamment du fait de l'importance de la place-forte de Longwy et du fait qu'il s'agit d'une ligne internationale entre la France et la Belgique. Néanmoins les autorités militaires françaises s'activent pour que le projet aboutisse, ils incitent le gouvernement à négocier une convention internationale pour le raccordement avec le réseau belge. La convention, ratifiée le 20 septembre 1860 à Paris et promulguée par le décret impérial du 29 novembre 1860, prévoit dans le détail : le point de jonction du raccordement, les délais d'exécution et l'exploitation de la première section à réaliser entre la frontière et la gare de Longwy.
En Belgique, c'est la Grande compagnie du Luxembourg (société belge) qui a la charge de réaliser la ligne de la gare d'Arlon à la frontière française. Le point de jonction prévu se situe sur la limite de séparation de la commune française de Mont-Saint-Martin et de la commune belge d'Aubange, des précisions techniques sont ajoutées pour le raccordement de la voie. Par contre chacune des deux compagnies est libre d'apprécier les modifications à apporter sur la partie du tracé située sur le territoire de son pays. Les ingénieurs sont invités à échanger pour qu'ensuite l'exploitation soit possible avec des trains parcourant l'ensemble du tracé. Il est demandé d'activer les chantiers afin que la première section d'Arlon à Longwy soit mise en exploitation le 1er janvier 1862 et que la deuxième section de Longwy à un point à déterminer sur la ligne de Sedan à Thionville puisse être exploitée à partir du 1er janvier 1864, au plus tard. La convention précise également les conditions d'exploitation de la première section, qui comprend deux tronçons, l'un belge et l'autre français. Elle sera réalisée par la compagnie du Luxembourg avec son matériel, mais la compagnie des Ardennes doit lui mettre à disposition une remise pour deux locomotives dans la gare de Longwy, les conditions financières des échanges entre les deux compagnies sont détaillés. Il est prévu qu'une nouvelle convention entre les deux gouvernements intervienne pour la traversée de la frontière après la mise en service de la totalité de la ligne.

### Ligne internationale de Longwy à Arlon
Comme prévu les compagnies ouvrent les chantiers pendant la campagne 1861.  En Belgique la compagnie du Luxembourg réussit à mettre en service le 1er avril 1862 les huit kilomètres entre l'embranchement, situé quelques kilomètres après Arlon  à Autelbas sur la ligne de Namur à la frontière du Luxembourg, et la gare d'Athus. En France la compagnie des Ardennes, qui a bien compris que la nouvelle voie permettra aux entreprises métallurgiques d'avoir des prix compétitifs ce qui sera favorable au trafic de la ligne, active également ses chantiers. Mais le tracé traverse des sites très industrialisés avec de nombreuses voies de communications ce qui retarde l'avancement de sa section. Les deux compagnies coordonnent leur action et finalement le dernier tronçon belge entre Athus et la frontière et la section française sont livrés le même jour ce qui permet une ouverture de l'exploitation le 12 février 1863. Comme le prévoit la convention c'est la compagnie du Luxembourg qui exploite la ligne jusqu'à la gare de Longwy où la compagnie des Ardennes lui a préparé une remise pour deux machines, une plaque tournante et des installations pour alimenter les locomotives en eau et en combustible. Il s'agit à l'origine d'une voie unique à écartement normal.

### Ligne internationale de Mont-Saint-Martin à la frontière du Luxembourg, dite ligne de Longuyon à Mont-Saint-Martin (vers Luxembourg)
Voir aussi Ligne 6h (CFL) en ce qui concerne le prolongement de cette ligne au grand-duché de Luxembourg.
Cette ligne est empruntée par des Regional-Express des CFL circulant entre Longwy et Luxembourg.

### Rachat par la compagnie de l'Est
La Compagnie des chemins de fer des Ardennes est rachetée par la Compagnie des chemins de fer de l'Est selon les termes d'un traité signé le 12 mai 1857. Ce traité est approuvé par deux décrets impériaux le 11 juin 1859,. Toutefois la convention ne prévoit que le rachat ne sera effectif que deux ans après la mise en service du réseau de la Compagnie des chemins de fer des Ardennes. Cette clause est modifiée selon les termes d'une convention signée le 15 mars 1863 entre les deux compagnies, qui fixe la date de la fusion au 1er janvier 1864. Cette convention est approuvée par un décret impérial le 11 juin suivant.
Les Chemins de fer de l'Est mettent la ligne à double voie, de la frontière belge à Longwy, en 1884. Son prolongement vers Athus, actuelle section de la ligne 167, est également mis à double voie.
La convention du 14 décembre 1868, qui concède l'ensemble des lignes, luxembourgeoises, de la Compagnie des chemins de fer Prince-Henri, prévoit la réalisation d'une ligne de Pétange à Mont-Saint-Martin, actuelle ligne 6h. Cette ligne sera finalement mise en service le 27 juin 1886. Permettant d'expédier vers Longwy le minerai extrait au Luxembourg, elle se connecte aux lignes Esch - Pétange et Pétange - Athus, mises en service de 1873 à 1874, ainsi qu'à la ligne Pétange - Luxembourg, inaugurée en 1900.

### XXIesiècle
La section de ligne entre Mont-Saint-Martin et Athus, fermée et démontée au début des années 1990, est finalement reconstruite et remise en service en 2004, mais au lieu de se diriger vers Athus, elle se raccorde à la ligne 165 (Infrabel) en direction d'Aubange et de Bertrix où les trains peuvent poursuivre vers Dinant (Corridor Sibelit) ou Libramont.
La ligne est utilisée, uniquement en trafic marchandises, par des trains entre Longwy, la Belgique et le Luxembourg.

## Caractéristiques

### Tracé

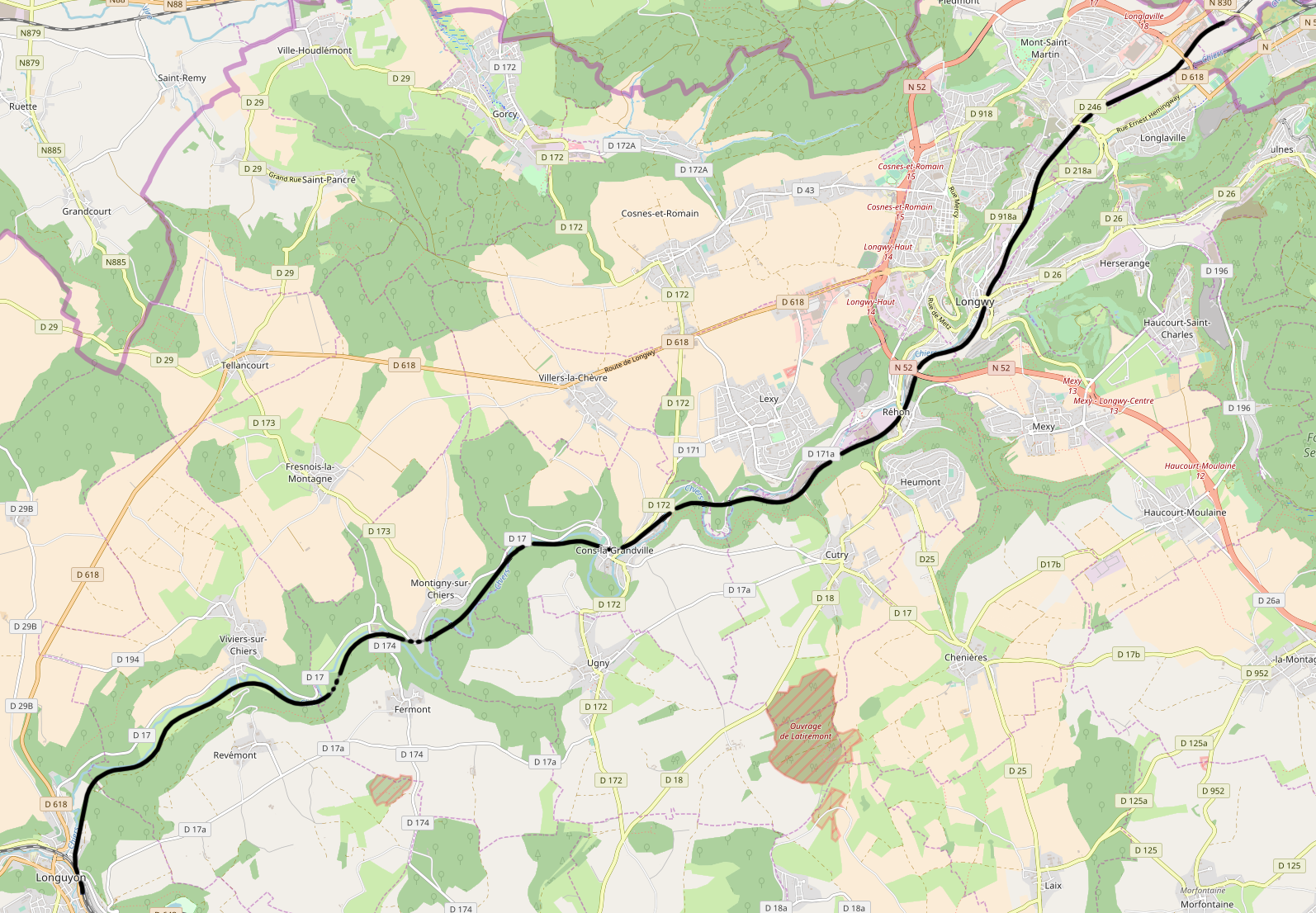
Tracé de la ligne.

C'est une ligne au profil convenable, les déclivités ne dépassent pas 8 ‰. Établie dans l'étroite vallée de la Chiers, elle est toutefois sinueuse.

### Voie
La ligne est à double voie sur toute sa longueur; mais le raccordement de Mont-Saint-Martin à Rodange (L) vers Luxembourg est à voie unique.

### Électrification
La ligne a été électrifiée en courant 25 kV - 50 Hz entre Longuyon et Mont-Saint-Martin le 16 septembre 1955 et de Mont-Saint-Martin à la frontière vers Athus le 18 juin 1988. Cette dernière installation a été déposée le 25 septembre 1993 avant l'abandon de la partie terminale de la ligne. Ce tronçon vers la Belgique a été reconstruit depuis. Il a été électrifié le 12 décembre 2004 et est désormais à double voie, sauf la courbe de raccordement.
Le raccordement à voie unique de Mont-Saint-Martin (Y Rodange) à Rodange (L) vers Bettembourg et Luxembourg, dit ligne de Longuyon à Mont-Saint-Martin (vers Luxembourg), est également électrifié à cette même tension.